# Ene Ergma
Ene Ergma (Rakvere, 29 febbraio 1944) è un'astrofisica e politica estone componente del Riigikogu.
Ha fatto parte del partito politico Unione di Pro Patria e Res Publica e, prima che i due partiti si fondessero, di Res Publica. Il 1º giugno 2016, considerando che il partito aveva perso la sua identità diventando populista, Ergma ha annunciato le sue dimissioni.

## Istruzione e carriera scientifica
Ergma ha ricevuto un diploma cum laude (equivalente Bachelor_of_Science/ Master of Science) in astronomia e un dottorato di ricerca in fisica e matematica presso l'Università statale di Mosca Lomonosov, seguiti da un diploma di Doctor of Science presso l'Institute of Space Research di Mosca. Prima di entrare in politica ha lavorato come professoressa di astronomia presso l'Università di Tartu, in Estonia (dal 1988). Nel 1994 è stata eletta all'Accademia delle scienze estone. La maggior parte della sua ricerca scientifica si è concentrata sull'evoluzione degli oggetti compatti (come le nane bianche e le stelle di neutroni ) e sui lampi di raggi gamma.

## Carriera politica
Dal marzo 2003 al marzo 2006, Ergma è stata portavoce del Riigikogu (Parlamneto estone). Da marzo 2006 all'aprile 2007 è stata il secondo vicepresidente del Parlamento e il 2 aprile 2007 è stata rieletta presidente del Riigikogu, mantenendo la carica fino a marzo 2014 È stata l'unica candidata al primo turno delle elezioni presidenziali del 2006 al parlamento il 28 agosto 2006. Ha raccolto 65 voti, 3 voti in meno degli almeno 2/3 dei voti dei parlamentari necessari per l'elezione. Sfidante di Volli Kalm e Birute Klaas per la presidenza dell'Università di Tartu, non è stata eletta.
È presidente del Comitato per la ricerca spaziale del Riigikogu.